# Pachyanthrax lutulentus
Pachyanthrax lutulentus är en tvåvingeart som först beskrevs av Mario Bezzi 1921.  Pachyanthrax lutulentus ingår i släktet Pachyanthrax och familjen svävflugor. Inga underarter finns listade i Catalogue of Life.